# Munidion longipedis
Munidion longipedis is een pissebed uit de familie Bopyridae. De wetenschappelijke naam van de soort is voor het eerst geldig gepubliceerd in 1975 door Markham.